# Biografielijst Ax

## Axa
- Axayacatl (?-1481), Azteeks heerser

## Axe
- Gabriel Axel (1918-2014), Deens filmregisseur
- Richard Axel (1946), Amerikaans neurowetenschapper
- David Axelrod (1933-2017), Amerikaans componist, arrangeur en producer
- Julius Axelrod (1912-2004), Amerikaans biochemicus en Nobelprijswinnaar
- Kurt Axelsson (1941-1984), Zweeds voetballer
- Niklas Axelsson (1972), Zweeds wielrenner

## Axm
- Artur Axmann (1913-1996), leider van de Hitlerjugend

## Axt
- Joseph Axters (1900-1956), Belgisch rechtsgeleerde, advocaat en rechter
- Jozef Axters (1850-1913), Belgisch jezuïet en Vlaams activist
- Stephanus Gerard Axters (1901-1977), Belgisch geestelijke en schrijver

## Axw
- Stuart Harry Axwijk (1920-1961), Surinaams politicus